# Casa de Vargas
La casa de Vargas es una familia de antiguo linaje en España, cuyos orígenes se remontan a la época de la Reconquista en el siglo XI.

## Historia

### Orígenes
El apellido Vargas alcanzó su mayor celebridad en la villa de Madrid, cuando hacia el año 1083 fue conquistada por el rey don Alfonso VI. El primero de este linaje del que se tienen noticias es Juan o Juán de Vargas, un guerrero que ayudó eficazmente a don Alfonso en la conquista de la villa que, pasados los siglos, habría de convertirse en la capital del reino. Una vez pacificada la zona, se convirtió en un rico hacendado, a cuyo servicio estuvo San Isidro Labrador, patrón de la Villa y Corte de Madrid.

### Los Vargas de Madrid

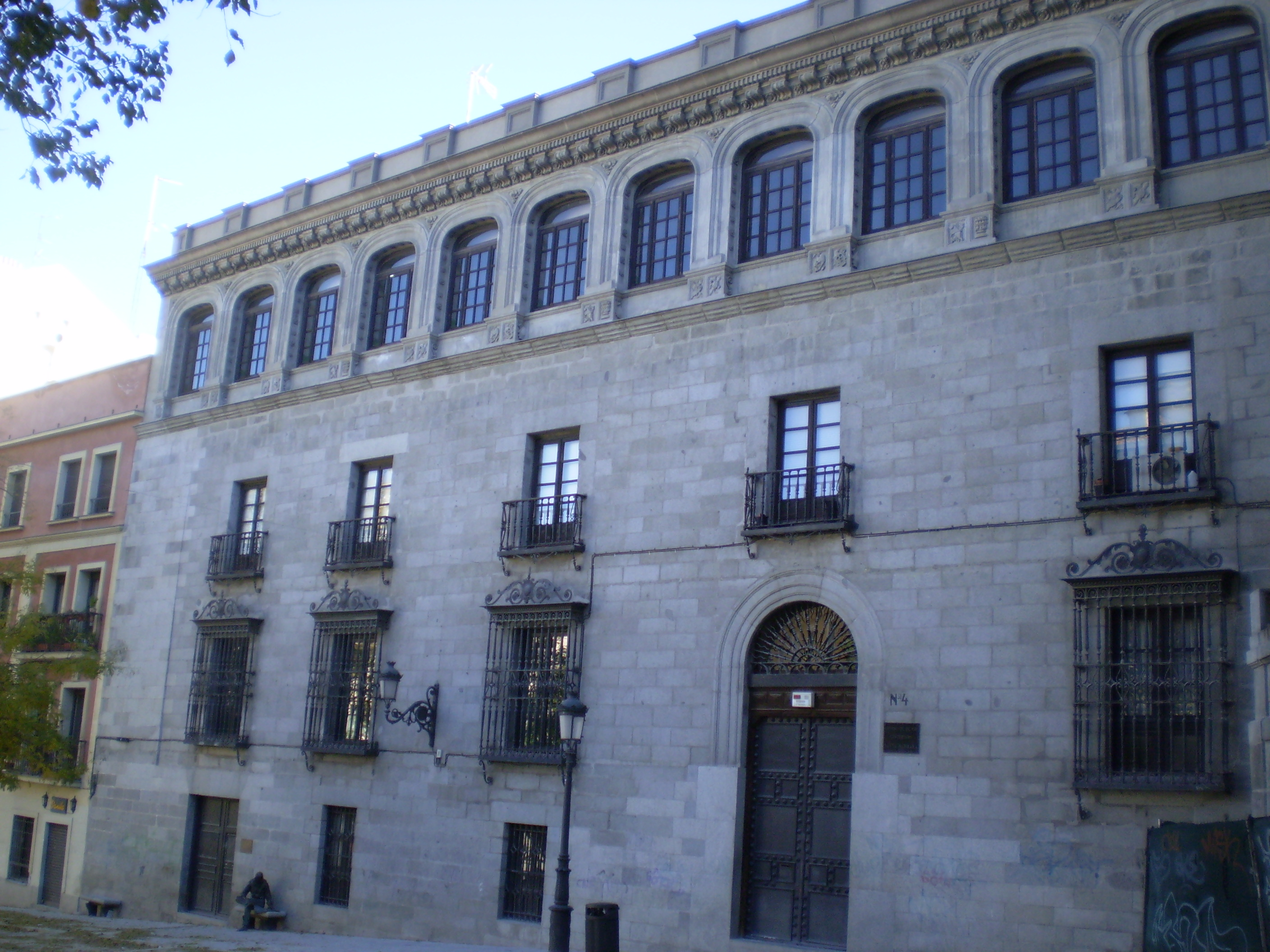
El Palacio de los Vargas en Madrid (Plaza de la Paja).

Se sabe que Juan de Vargas tenía dos hermanos, cuyos nombres no han trascendido, y tanto el propio Juan como su hermano mayor se establecieron en Madrid tras su conquista, mientras que el tercer hermano partió probablemente hacia Toledo. Juan de Vargas tuvo dos hijos y una hija. El mayor de los hijos fue Fernán Yáñez de Vargas, que permaneció en Madrid y sobre quien recayó la titularidad de la casa de los Vargas en esa ciudad. Tras la muerte sin descendencia de Sancho Fernández de Vargas, hijo de Fernán Yáñez de Vargas, la titularidad de la casa recae sobre María de Vargas, hija de Fernán o Hernán Sánchez de Vargas, descendiente del hermano mayor de Juan de Vargas. Un bisnieto de María de Vargas fue Francisco de Vargas y Medina, conocido como "licenciado Vargas", que fue consejero de Castilla en tiempo de los Reyes Católicos. Siguiendo la descendencia del licenciado Francisco de Vargas encontramos a Fadrique de Vargas, que recibió el Marquesado de San Vicente del Barco en 1629.

### Los Vargas de Toledo
El segundo hijo de Juán de Vargas fue Pedro Ibáñez de Vargas, que acompañó al rey Alfonso VI en la conquista de Toledo, en el año 1085. Como compensación recibió tierras cerca de Toledo, en las que fundó el pueblo de Bargas, y constituyó el solar primitivo de los Vargas de Toledo. Con posterioridad, Pedro Fernández de Vargas, hijo de Fernán Pérez de Vargas y nieto del citado Pedro Ibáñez de Vargas, fue uno de los más esforzados guerreros que se distinguieron en la Batalla de Las Navas de Tolosa en 1212. Pedro Fernández de Vargas tuvo dos hijos, Garci Pérez de Vargas y Diego Pérez de Vargas "machuca". Garci Pérez no solo emuló las bélicas hazañas de su progenitor, sino que las sobrepasó. Participó en la batalla de Jerez (1231), y en las conquistas de Córdoba (1236), Jaén (1245) y Sevilla (1248). 
Don Francisco de Vargas Machuca, paso al Virreinato del Perú siendo Corregidor de Arequipa.

### Los Vargas en el Nuevo Mundo
Son varios los ejemplos de descendientes de la familia Vargas que migraron a América y fueron figuras destacadas allí. Siguiendo la línea de descendencia del hermano mayor de Francisco de Vargas, Diego de Vargas y Medina "el cojo", titular de la casa en Madrid, encontramos a Diego de Vargas Ponce de León, que fue gobernador de Nuevo México y recibió el marquesado de Nava de Barcinas en 1700. Por otro lado, siguiendo la línea de descendencia de Garci Pérez de Vargas encontramos a Sebastián Garcilaso de la Vega, que fue conquistador de Perú y corregidor de Cuzco, y a su hijo Inca Garcilaso de la Vega, que fue escritor e historiador en el siglo XVI. También se encuentra Juan de Vargas Venegas, que llega al Perú en 1582, corregidor de Ica y Canta, cuyo hijo Juan Antonio Vargas Monzón se casa con Elvira Ribera Dávalos y Alconchel, nieta de Nicolás de Ribera el viejo, primer alcalde de Lima. Vargas Venegas es el tronco de un importante linaje de Vargas en el sur del Perú

## Personajes ilustres
- Juan de Vargas, también conocido como Iván de Vargas (siglo XI),  caballero medieval que participó en la reconquista de Madrid (1083), y fundador de la Casa de Vargas.
- Pedro Ibáñez de Vargas (siglo XI), hijo de Juan de Vargas, participó en la reconquista de Toledo (1085).
- Garci Pérez de Vargas (siglo XIII), caballero medieval que participó en la Reconquista en las tierras de Andalucía.
- Diego Pérez de Vargas (siglo XIII), alias machuca, participó junto a su hermano Garci Pérez de Vargas en la Reconquista.
- Francisco de Vargas y Medina (1453-1524), conocido como "licenciado Vargas", consejero de los Reyes Católicos.
- Francisco de Vargas y Mejía (1500-1562), diplomático en época de Carlos I y Felipe II,
- Gutierre de Vargas y Carvajal (1506-1559), hijo de Francisco de Vargas y Medina, y Obispo de Plasencia.
- Sebastián Garcilaso de la Vega (1507-1559), tercer hijo de Alonso de Hinestrosa de Vargas y conquistador del Perú y corregidor de Cuzco.
- Inca Garcilaso de la Vega (1539-1616), hijo de Sebastián Garcilaso de la Vega y célebre cronista indiano.
- Fadrique de Vargas y Manrique de Valencia (siglo XVI), primer marqués de San Vicente del Barco.
- Diego de Vargas Zapata y Luján Ponce de León y Contreras (1643-1704), gobernador de Santa Fe (Nuevo México) y primer marqués de Nava de Barcinas.
- Antonio de Vargas-Zúñiga y Montero de Espinosa (1904-1983), destacado historiador y Académico, II marqués de Siete Iglesias.
- Pedro Vargas Machuca del Cerro Jurado, Asesor Privado del General San Martin.
- Francisco de Vargas Machuca, Corregidor de Arequipa, Perú.
- Francisco de Vargas Machuca, Oficial Real de las Reales Cajas en Mendoza, Argentina.